# Jean-Claude Gaudin
Jean-Claude Gaudin (ur. 8 października 1939 w Marsylii, zm. 20 maja 2024 w Saint-Zacharie) – francuski polityk, nauczyciel i samorządowiec, minister, deputowany, senator, mer Marsylii.

## Życiorys
Z wykształcenia nauczyciel historii i geografii. Przez kilkanaście lat pracował w jednym z marsylskich liceów. Zaangażował się w działalność polityczną w ramach ugrupowań centrowych skupionych wokół Valéry'ego Giscarda d'Estaing. Przystąpił do założonej przez niego Unii na rzecz Demokracji Francuskiej. Od 1978 do 1989 sprawował mandat posła do Zgromadzenia Narodowego, reprezentując departament Delta Rodanu, od 1981 kierował grupą parlamentarną UDF.
W 1965 po raz pierwszy objął stanowisko wybieralne w administracji terytorialnej, kiedy to został radnym Marsylii. W latach 80. był radnym rady generalnej Delty Rodanu, a także burmistrzem różnych dzielnic. Od 1986 do 1998 pełnił funkcję przewodniczącego rady regionu Prowansja-Alpy-Lazurowe Wybrzeże. Dwukrotnie bez powodzenia ubiegał się o urząd mera Marsylii, przegrywając w 1983, a następnie w 1989. W tym samym roku wybrano go w skład Senatu, w którym zasiadał do 1995.
W 1995 po raz pierwszy został burmistrzem Marsylii. Skutecznie ubiegał się o reelekcję w 2001, 2008 i 2014. Również w 1995 wszedł w skład drugiego rządu Alaina Juppé jako minister ds. polityki miejskiej i regionalnego planowania. Stanowisko to zajmował przez dwa lata. W 1998 ponownie zasiadł w Senacie, pełniąc m.in. funkcję wiceprzewodniczącego wyższej izby parlamentu.
W 2002 odszedł z UDF, przystępując do Unii na rzecz Ruchu Ludowego. Został członkiem ścisłych władz tej partii, od 2002 do 2008 był jej wiceprzewodniczącym. W okresie lipiec-listopad 2004 i maj-lipiec 2007 pełnił obowiązki przewodniczącego UMP. W 2017, po reformie administracyjnej ograniczającej łączenie funkcji publicznych, zrezygnował z mandatu senatora (zastąpiła go Anne-Marie Bertrand), celem dalszego pełnienia funkcji mera Marsylii. Na tej funkcji zakończył urzędowanie w 2020.
Odznaczony Legią Honorową IV klasy.